# 卓彝
卓彝，字朗彝，號靜巖，浙江仁和县（今杭州）人，寄籍浙江武康。清初政治人物。

## 生平
明崇禎十二年（1639年）己卯科浙江鄉試舉人，清順治四年（1647年）中式丁亥科二甲第二十三名進士。選庶吉士，散館授編修，官至左庶子。